# El celoso extremeño
Considerada por la crítica como una de las Novelas ejemplares más logradas, El celoso extremeño es la historia de un marido celoso (Felipo de Carrizales) hasta el punto de encerrar a Leonora, una muchacha con la que se casó, en su propia casa dejándole salir solamente de madrugada para asistir a misa. Finalmente, y pese a toda prevención, Leonora consigue hacer entrar a su amante y encontrarse con él. El asunto, por tanto, es el del marido excesivamente celoso, impotente para mantener encerrada a su joven esposa.
Para numerosos cervantistas, la novela es claramente de inspiración italiana (las obras de Boccaccio, Bandello y Straparola sobre todo), tanto desde el punto de vista genérico como temático.
Es interesante notar que existen dos versiones de la novela que son completamente distintas. La versión del manuscrito de Porras de la Cámara —los nombres de cuyos protagonistas pasan a ser Filipo e Isabela— es más directa y menos ambigua, pero la versión de Miguel de Cervantes es mucho más pulida, y deja lugar a interpretaciones.